# Церква Успіння Пресвятої Богородиці (Ратищі)
Церква Успіння Пресвятої Богородиці в Ратищах — однойменні парафії і храми греко-католицької та православної громад у селі Ратищі Тернопільського району Тернопільської области.
Давній храм є пам'яткою архітектури місцевого значення.

## Історія парафій
Парафія існувала приблизно з 1873 року і належала до УГКЦ до 1946 року, повернувшись у її лоно у 1991 році. У 1989–1990 роках громада села розділилася на греко-католиків і православних. Старий храм, збудований у 1896 році, відійшов православній громаді, а греко-католики у 2008 році спорудили власну церкву. Її архітектором став Михайло Нетриб'як, а будівництво профінансували місцеві парафіяни та жителі навколишніх сіл. Наразі нова церква ще не освячена.
Парафія має статус відпустового місця, наданий за матеріалами комісії, що була направлена на доручення митрополита Андрея Шептицького. На парафії зберігається копія Чудотворної ікони Ратищівської Матері Божої.
У 1996 році єпископську візитацію парафії здійснив владика Михаїл Сабрига. На території греко-католицької громади збудовано Хресну дорогу, каплицю чудотворних ікон, а також є хрест на честь скасування панщини, фігури Матері Божої та Ісуса Христа. При парафії діє Вівтарна дружина.

## Парохи
УГКЦ
- о. Дмитро Жеребецький (1873—1893),
- о. Филимон Тарнавський (1890—1892),
- о. Казимир Савицький (1893—1896),
- о. Мединський (1896—1899),
- о. Григорій Косар (1899—1915),
- о. Микола Кулицький (1894—1895),
- о. Ювеналь Луцик (1915—1918),
- о. Володимир Склепкович (1918—1928),
- о. Михайло Бутринський (1928—1930),
- о. Василь Лавришин (1930—1934),
- о. Михайло Бутринський (23 квітня 1934 — 4 вересня 1934),
- о. Михайло Ковальчук (1934—1938),
- о. Володимир Кісь (1938—1939),
- о. Володимир Королюк (1939—1943),
- о. В. Грипай (1944—1946),
- о. Михайло Симко (1946—1960),
- о. Василь Кирильчук (1960—1966),
- о. Софрон Юрчинський (1966—1979),
- о. Петро Жаровський (1978—1989),
- о. Ярослав Возняк (1989),
- о. Михайло Пошва (1992—1994),
- о. Володимир П'єцух (1994—1995),
- о. Василь Кишенюк (1995—2002),
- о. Степан Гарбіч (з 2002).

ПЦУ
- о. Іван Осейко — нині[2].